# Daewoo Lanos
Daewoo Lanos là một dòng xe cỡ nhỏ sản xuất bởi nhà sản xuất ô tô Hàn Quốc Daewoo Motors từ năm 1997 đến năm 2002 và từ năm 1997 đến năm 2008 được sản xuất theo giấy phép bởi Fabryka Samochodów Osobowych (FSO) tại Ba Lan, được đưa ra thị trường dưới tên FSO Lanos và được lắp ráp tại Ukraina ở các hình thức chuyển đổi được gọi là Daewoo Sens và Chevrolet Lanos. Trong một thời gian ngắn, nó cũng được lắp ráp bởi TagAZ ở Nga, đưa ra thị trường với tên gọi Doninvest Assol. Lanos được thiết kế bởi Giorgetto Giugiaro và có các kiểu thân 3 cửa và 5 cửa hatchbacks và một phiên bản 4 cửa sedan. Lanos được thiết kế để thay thế Daewoo Nexia trong dòng xe của Daewoo và nó lại được thay thế bởi Daewoo Kalos.

## Phát triển
Năm 1992, Daewoo giải tán liên doanh của họ với GM và đồng thời một quyết định được đưa ra độc lập phát triển những thay thế tạm thời cho các sản phẩm Daewoo Motors, dựa trên các model của General Motors cũ. Chương trình phát triển Lanos được chính thức khởi động mùa thu năm 1993 với mục tiêu tạo ra một chiếc xe thay thế cho Daewoo Nexia như một chiếc xe gia đình nhỏ của Daewoo.
Dự án bắt đầu với một cuộc nghiên cứu so sánh các mẫu từ 20 nhà sản xuất khác nhau, với Toyota Tercel, Opel Astra và Volkswagen Golf được chấm điểm có tính cạnh tranh cao nhất. Bốn studio thiết kế được giao hợp đồng cung cấp mô hình đất sét thể hiện các ý tưởng của họ cho kiểu dáng của model mới. Thiết kế của Giorgetto Giugiaro đã được lựa chọn và Italdesign được giao hợp đồng phát triển bề ngoài và kiểu nội thất bên trong. Phần kỹ thuật của dự án được tiến hành đồng thời bởi trung tâm phát triển của Daewoo cũng như bởi các nhà cung cấp và các nhà thầu, những bên tham gia vào việc phát triển các thành phần riêng biệt. Trong số này gồm có AC Rochester (cấu thành động cơ), Delco Chassis Division (phanh, gồm ABS), GM Powertrain (truyền động tự động), Italdesign (thân, phân tích cấu trúc, điện, chế tạo nguyên mẫu), PARS Passive Rückhaltesysteme GmbH (túi khí) và Porsche (xe ý tưởng nghiên cứu, phân tích cấu trúc, các cấu thành hệ thống treo và phanh, và giám sát sản xuất thử nghiệm).
Tới cuối năm 1995, 150 nguyên mẫu đã được sản xuất (cho ba kiểu thân). Chương trình phát triển gồm nhiều cuộc thử nghiệm ở nhiều nơi. Thử nghiệm an toàn gồm tính ổn định ở tốc độ cao và thử nghiệm tuổi thọ tại Anh và thử nghiệm phanh tại Großglockner ở Áo. Thử nghiệm nhiệt độ thấp được tiến hành ở Canada, Thuỵ Điển (Arjeplog) và Nga (Moskva, Khabarovsk), trong khi những thử nghiệm nhiệt độ cao diễn ra tại Mỹ (Thung lũng Chết), Oman (Nizwa), Australia (Alice Springs), Tây Ban Nha (Barcelona) và Italia (Nardò). Chương trình hoàn thành trong một thời gian đáng ngạc nhiên chỉ 30 tháng từ khi việc bắt đầu chế tạo những chiếc Lanos sedan trên quy mô lớn được phê chuẩn cho thị trường Hàn Quốc. Việc sản xuất cho thị trường châu Âu bắt đầu năm 1997.

## Các chi tiết kỹ thuật
Những chiếc xe được trang bị các động cơ GM Family 1 D-TEC I4 từ 1.5 L (1549 cc) SOHC đến 1.6 L (1598 cc) DOHC. Tại Anh, Italia, Pháp hay Áo cũng có các model E-TEC 1.4 (1349 cc) và 1.6 (1598 cc). Hệ thống treo được sản xuất dựa trên hệ thống treo của Daewoo Nexia, như được sử dụng trên chiếc Vauxhall/Opel Astra Mk2 GTE.
Bốn model sản xuất là S, SE, SE Plus, SX và sau này là model SPORT. S là model căn bản không có bất kỳ đặc tính tiêu chuẩn nào (như đầu CD hay cửa sổ điện). SE chỉ hơi tiến bộ hơn model S cơ bản. Tuy nhiên, model SX thường có một đầu CD, radio, và đầu cassette cùng với cửa sổ điện, gương bên điện và đèn sương mù. Một số model SX thậm chí có chức năng chống nắng dù không nhiều. Trong những năm cuối của dòng Lanos, các model SE và SX bị bỏ đi và được thay thế bởi một kiểu mới được gọi là SPORT (2001-2002). SPORT có nhiều đặc điểm tương tự với SX, nhưng cũng gồm có ghế da đỏ/đen và một dash trim kim loại bạc. Tương tự, model SPORT có các nút điều khiển cửa sổ ở trên cửa chứ không phải ở thanh điều khiển trung tâm như ở kiểu sản xuất trước.

## Lắp ráp bên ngoài Hàn Quốc
Các bộ phụ tùng CKD đã được cung cấp cho nhà máy sản xuất ô tô Ba Lan FSO, nhà máy ZAZ của Ukraina và TagAZ của Nga (nơi nó được bán trong một thời gian ngắn với tên gọi Doninvest Assol).
Từ năm 2002, ZAZ trang bị một số bộ phụ tùng với một động cơ MeMZ-307 sản xuất trong nước và bán phiên bản này dưới tên gọi Daewoo Sens; điều này tiếp tục với sự bắt đầu sản xuất ở mức độ cao nhất model T150. Năm 2004, ZAZ đã chấp nhận khung gầm Lanos để sản xuất ở mức độ cao nhất và lắp đặt các dây chuyền hàn và sơn mới. Phiên bản nâng cấp được gọi là ZAZ Lanos (model nội bộ T150). Các động cơ vẫn được GM Daewoo cung cấp, dù ZAZ hiện đang tìm cách có được công nghệ động cơ hiện đại. ZAZ đang bán Lanos như ZAZ Sens. Cái tên "Sens" được sử dụng trên các model tiền nâng cấp.
Từ tháng 1 năm 2005, những chiếc Lanos sản xuất tại Ba Lan bắt đầu được bán dưới tên FSO.
Năm 2005, General Motors đã ký hợp đồng với ZAZ cung cấp các model Lanos lắp ráp tại Ukraina cho thị trường Nga, để được miễn phí nhập khẩu, nhờ một thoả thuận quốc tế, và bán thông qua mạng lưới đại lý của GM. Việc bán Chevrolet Lanos sedan bắt đầu tại Nga tháng 11 năm 2005. Nhãn hiệu Chevrolet được dùng để cạnh tranh hiệu quả với Dacia Logan được sản xuất tại România.
Năm 2006, một biến thể panel van của ZAZ Lanos đã được giới thiệu.
Từ cuối năm 1998 nhà máy GM Ai Cập tại quận 6 tháng 10 đã khởi động dây chuyền của Daewoo Lanos ở cả phiên bản 4 cửa và 5 cửa, mẫu 4 cửa có hai phiên bản:
1- Model S được trang bị đầy đủ mọi tuỳ chọn cộng một bộ truyền động tự động 2- Model SX có điều hoà, tay lái trợ lực và radio cassette cộng một bộ truyền động bằng tay
Phiên bản 5 cửa hatchback có với mọi tuỳ chọn và bộ truyền động tay, nó cũng được gọi là Daewoo "Juliet" ở Ai Cập.
Gần cuối năm 2000 Lanos được giới thiệu với một thiết kế phía sau và một lưới tản nhiệt trước mới, nó được gọi là "Lanos II" ở thị trường này và có một phiên bản SE với mọi tuỳ chọn công một bộ truyền động bằng tay. Phiên bản truyền động tự động đã bị ngừng lại một thời gian ngắn sau khi "Lanos II" được giới thiệu.
Tháng 11 năm 2008, GM Ai Cập bắt đầu bán Chevrolet Lanos. Chiếc xe được sản xuất trong nhà máy tại quận 6 tháng 1 và về cơ bản là một chiếc Daewoo Lanos với một logo Chevrolet.

## Bán hàng tại Australia và Bắc Mỹ
Lanos cuối cùng đã bị loại bỏ sau năm 2002, được thay thế trên toàn thế giới bởi Daewoo Kalos. Daewoo đã ngừng hoạt động tại Bắc Mỹ. Sau khi GM mua lại Daewoo để trở thành GMDAT, Chevrolet bắt đầu nhập khẩu Daewoo Kalos, đổi tên lại thành Aveo cho thị trường Bắc Mỹ bắt đầu với MY 2004.
Các model năm 2001 và 2002 có một đặc điểm lạ là các đèn sau của chúng không đối xứng với đèn lùi phía trái và đèn sương mùa phía phải. Một vị trí đèn sương mù/lùi như vậy có thể thấy trên model 2005 của xe Toyota Vitz/Yaris.

## An toàn
Tại Australia, những chiếc Daewoo 1997-2003 đã được đưa vào bảng Xếp hạng An toàn Xe cũ 2006 ở mức bảo vệ cho những người ngồi trong "kém hơn trung bình" trong trường hợp xảy ra va chạm.
Châu Âu: các model nhận được vị trí sau của European New Car Assessment Program (Euro NCAP) 1998:
- Hành khách người lớn: , điểm 17
- Người đi bộ: , điểm 11 (xếp hạng trước 2002)

Trong các thí nghiệm va chạm do ANCAP tiến hành năm 1998 theo các quy định của EuroNCAP RHD Lanos 3 cửa hatchback cho thấy tính năng kém, ghi 0.31 trong số 16 trong thử nghiệm va chạm phía trước và 6.98 trong số 16 trong thử nghiệm va chạm bên cạnh.
Tạp chí Nga Autoreview đã thử nghiệm LHD Chevrolet Lanos T150 sedan do ZAZ sản xuất năm 2006. Nó ghi được 10.5 trên 16 điểm về va chạm phía trước.